# MC-nytt
MC-nytt, även MC-nytt: Med skoter och moped var en svensk motorcykeltidning som gavs ut mellan 1959 och 2013.

## Historik
Tidningen grundades 1959 av Bengt Björklund (1930–2017) och var under 1960-talet Sveriges enda motorcykeltidning. Björklund var under många år både chefredaktör och ansvarig utgivare, och medverkade ofta under signaturen "Mark Lost". Björklund kom att ta initiativet till ytterligare tidningar som "Illustrerad Motorsport", "Start & Speed", "Sportscar" och "Rally & Bild", samt bildandet av SMC - Sveriges Motorcyklister.
Tidningen innehöll reportage och artiklar med anknytning till motorcykelvärlden, och hade bilagor och extranummer med varierande utseende och innehåll under hela utgivningstiden, till exempel VM-extra, Kåsa special, samlarbilder och MC-börsen med köp- och säljannonser. Tidningen medverkade även till utgivningen av ett antal böcker med anknytning till MC-världen.
Tidningen övertogs 2007 av OK-förlaget som dock lade ner tidningen 2013 på grund av sviktande ekonomi.